# ダコタ・ファニング
ハンナ・ダコタ・ファニング（Hannah Dakota Fanning, 1994年2月23日 - ）は、アメリカ合衆国の映画女優。妹は女優のエル・ファニング。

## 来歴

### 生い立ち
ジョージア州コンヤーズ出身。父親のスティーヴ・ファニングは元マイナーリーガーのエレクトロニクスセールスマン、母親のジョイ・ファニング（旧姓アリントン）は元テニス選手。母方の祖父は元アメリカン・フットボール選手のリック・アリントン、叔母はESPNリポーターのジル・アリントン。アイルランドとドイツの血を引いている。

### キャリア
1999年、洗濯用粉石鹸TideのCMオーディションに受かりデビュー。2001年、7歳のとき『トム・キャッツ 恋のハメハメ猛レース』で映画デビュー。同年、ショーン・ペンの娘役で出演した映画『アイ・アム・サム』での演技が高く評価され、各種新人賞を総なめにした。
テレビシリーズの出演も多く、『アリー my Love』ではアリーの子供時代を演じた（出演時間は冒頭5分程）。『ER緊急救命室（第6シーズン第19話）』や『マルコム in the Middle』、『CSI:科学捜査班』などの人気ドラマにもゲスト出演経験がある。スティーヴン・スピルバーグ製作総指揮『TAKEN』では、物語終盤の重要な役を務めるとともに、全編のナレーションも担当した。

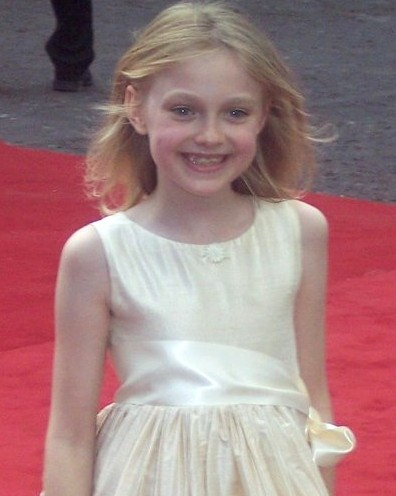
2005年

2004年に公開されたディズニー英語版の『となりのトトロ』では、主人公の草壁サツキ役の声優を務めた（それ以前に配給されたストリームラインピクチャーズ英語版のサツキの声は別人）。また、サツキの妹・メイの声は、実妹であるエル・ファニングが声を担当している。
2005年8月、アメリカの雑誌「エンターテインメント・ウィークリー」で、当時まだ11歳ながら「アメリカ最強の女優」に選ばれた。
2007年には、アメリカ南部の田舎町を舞台にした新作映画『ハウンド・ドッグ』中で、12歳でレイプ被害者を演じた。映画ではファニングの顔しか映されないが、児童ポルノに関して厳しい規制を取るアメリカ合衆国では、映画だけではなく、出演を勧めたダコタの母親やエージェントまで激しい批判に晒された。

### 活躍
- 子役として多くの名優、名監督から賛辞を受ける。『マイ・ボディガード』で共演したデンゼル・ワシントン は、「あの子には観察力がある。僕が会った役者の中で本当に優れているのはジーン・ハックマンとダコタ・ファニングだけだ」と語ったという。また、同作のために水泳、ピアノ、スペイン語をわずか3か月でマスターしたという。なお、デンゼル・ワシントンとは2023年公開の『イコライザー THE FINAL』で、およそ19年ぶりの共演を果たした[4] [5]。
- また、『夢駆ける馬ドリーマー』で共演したカート・ラッセルは、「ダコタは一緒に働いた俳優の中でも、もっとも素晴らしい役者の一人」と絶賛した。『宇宙戦争』で仕事をともにしたスティーヴン・スピルバーグもまた「彼女にはとても老練なところがある。7、8回も人生経験があるかのよう」と語る。
- 卓抜した記憶力を持っており、台本を覚えるのが誰よりも早く、共演者をたびたび驚かせている。

## 人物

### 性格
- 打ち合わせは介入者なしの1対1が普通。自ら打ち合わせ場所を決めることも珍しくない。
- 彼女は自分自身を「とてもノーマルな子供」と言っている。

### 私生活
- 中学まではホーム・スクールおよび、家庭教師が撮影場所などに同行するという学習形態を取っていたが、高校から学校に通い始めた[6]。
- 高校ではチアリーディング部に参加[7]。
- 妹とはとても仲がいい。休日には妹とよく遊び、ハロウィンなどのイベントやプレミアにも姉妹で出席している。両親とはお茶をしたり、一緒に歩くところなどがよくパパラッチされている。本人いわく「母親と妹が買い物仲間」だとか。
- 2005年10月からガールスカウトに所属している（「アイアムサム」ではガールスカウトとしても登場した）[8]。
- 2歳半から本を読み始めた、大変な読書家。編み物、水泳、ピアノ、ヴァイオリン、バレエ、乗馬と多彩な趣味を持っている。
- 2016年のアメリカ大統領選挙に出馬を表明したヒラリー・クリントンに対し献金を行っている[9]。
- 2013年からイギリス人のモデルのジェイミー・ストラカンと交際していたが、交際3年目で破局したと報じられている[10]。

## 主な出演作品

### 映画
| 公開年 | 邦題 原題                                                                                 | 役名                               | 備考                                       | 吹き替え                                          |
| ------ | ----------------------------------------------------------------------------------------- | ---------------------------------- | ------------------------------------------ | ------------------------------------------------- |
| 2001   | パパとクリスマス Father Xmas                                                              | クレア                             | 短編映画                                   | N/A                                               |
| 2001   | トムキャッツ 恋のハメハメ猛レース Tomcats                                                 | 公園にいる少女                     | カメオ出演                                 |                                                   |
| 2001   | アイ・アム・サム I Am Sam                                                                 | ルーシー・ダイヤモンド・ドーソン   |                                            | 宇山玲加（ソフト版） 金田朋子（日本テレビ版）     |
| 2002   | コール Trapped                                                                            | アビゲイル・“アビー”・ジェニングス |                                            | 神田朱未                                          |
| 2002   | メラニーは行く! Sweet Home Alabama                                                        | 幼少時代のメラニー                 |                                            | 山下夏生                                          |
| 2002   | ヘンゼルとグレーテル Hansel & Gretel                                                      | ケイティ                           | テレビ映画                                 | 谷井あすか                                        |
| 2003   | アップタウン・ガールズ Uptown Girls                                                       | ロレーン・“レイ”・シュレイン       |                                            | 大谷育江                                          |
| 2003   | ハットしてキャット The Cat in the Hat                                                     | サリー                             | 日本劇場未公開                             | 三村ゆうな                                        |
| 2003   | キム・ポッシブル:タイムトラベル Kim Possible: A Sitch in Time                             | 幼稚園のキム                       | 声の出演 テレビ映画                        |                                                   |
| 2004   | マイ・ボディガード Man on Fire                                                            | ルピタ・“ピタ”・マーティン・ラモス |                                            | こおろぎさとみ（ソフト版） 大谷育江（機内上映版） |
| 2004   | となりのトトロ My Neighbor Totoro                                                         | 草壁サツキ                         | 声の出演（英語版）                         | 日髙のり子（原語版）                              |
| 2004   | 非現実の王国で ヘンリー・ダーガーの謎 In the Realms of the Unreal                         | ナレーター                         | 声の出演                                   |                                                   |
| 2005   | ハイド・アンド・シーク 暗闇のかくれんぼ Hide and Seek                                     | エミリー・キャロウェイ             |                                            | かないみか（ソフト版） 堀江由衣（テレビ東京版）   |
| 2005   | リロ&スティッチ2 Lilo & Stitch 2: Stitch Has a Glitch                                     | リロ                               | 声の出演                                   | 山下夏生                                          |
| 2005   | 美しい人 Nine Lives                                                                       | マリア                             |                                            |                                                   |
| 2005   | 宇宙戦争 War of the Worlds                                                                | レイチェル・フェリエ               |                                            | 三村ゆうな                                        |
| 2005   | 夢駆ける馬ドリーマー Dreamer Inspired by a true story                                     | ケール・クレーン                   |                                            | 宇山玲加                                          |
| 2006   | シャーロットのおくりもの Charlotte's Web                                                  | ファーン・エラブル                 |                                            | 福田麻由子                                        |
| 2007   | ハウンドドッグ Hounddog                                                                   | ルーレン                           |                                            |                                                   |
| 2007   | Cutlass                                                                                   | ラーシー                           | 短編映画                                   | N/A                                               |
| 2008   | リリィ、はちみつ色の秘密 The Secret Life Of Bees                                          | リリー・オーウェンズ               |                                            | 園崎未恵                                          |
| 2009   | コララインとボタンの魔女 3D Coraline                                                      | コラライン                         | 声の出演                                   | 榮倉奈々                                          |
| 2009   | PUSH 光と闇の能力者 Push                                                                  | キャシー・ホームズ                 |                                            | 園崎未恵                                          |
| 2009   | ブレイキング・ポイント Fragments - Winged Creatures                                       | アン・ハーゲン                     | 日本劇場未公開                             |                                                   |
| 2009   | ニュームーン/トワイライト・サーガ The Twilight Saga: New Moon                             | ジェーン                           |                                            | うえだ星子                                        |
| 2010   | ランナウェイズ The Runaways                                                               | シェリー・カーリー                 |                                            |                                                   |
| 2010   | エクリプス/トワイライト・サーガ The Twilight Saga: Eclipse                                | ジェーン                           |                                            | うえだ星子                                        |
| 2012   | トワイライト・サーガ/ブレイキング・ドーン Part2 The Twilight Saga: Breaking Dawn – Part 2 | ジェーン                           |                                            | うえだ星子                                        |
| 2012   | Celia                                                                                     |                                    | 短編映画                                   | N/A                                               |
| 2012   | ランナウェイ・ブルース The Motel Life                                                     | アニー                             |                                            |                                                   |
| 2012   | 17歳のエンディングノート Now Is Good                                                      | テッサ                             |                                            | 幸田夢波                                          |
| 2013   | 少女が大人に変わる夏 Very Good Girls                                                      | リリー                             | 日本劇場未公開                             |                                                   |
| 2013   | ラスト・スキャンダル〜あるハリウッドスターの禁じられた情事〜 The Last of Robin Hood       | ビヴァリー・アードランド           | 日本劇場未公開                             | （吹き替え版なし）                                |
| 2013   | ナイト・スリーパーズ ダム爆破計画 Night Moves                                             | ディーナ                           | 日本劇場未公開                             | （吹き替え版なし）                                |
| 2014   | エフィー・グレイ Effie Gray                                                               | エフィー                           |                                            | 喜多村英梨                                        |
| 2014   | シークレット・デイ Every Secret Thing                                                     | ロニー・フラー                     |                                            | 北村幸子                                          |
| 2014   | リトル・バード ボクたちの世界大冒険! Yellowbird                                           | デルフ                             | 声の出演                                   |                                                   |
| 2015   | リチャード・ギア/人生の特効薬 The Benefactor                                              | オリビア                           | 別題『ベネファクター/封印』 日本劇場未公開 | （吹き替え版なし）                                |
| 2016   | ブリムストーン Brimstone                                                                  | リズ                               |                                            |                                                   |
| 2016   | アメリカン・バーニング American Pastoral                                                  | メリー・レヴォフ                   |                                            | （吹き替え版なし）                                |
| 2016   | エスケープ The Escape                                                                     | リリィ                             | 短編映画                                   | N/A                                               |
| 2017   | 500ページの夢の束 Please Stand By                                                         | ウェンディ                         |                                            | （吹き替え版なし）                                |
| 2017   | Zygote                                                                                    | バークリー                         | Short                                      | N/A                                               |
| 2018   | The Postcard Killings                                                                     | Dessie Larsson                     | Pre-production                             | N/A                                               |
| 2018   | The Bell Jar                                                                              | Esther Greenwood                   | Pre-production                             | N/A                                               |
| 2018   | 令嬢の愛い執心 The Girl's Infatuation                                                     | コニー                             |                                            |                                                   |
| 2018   | オーシャンズ8 Ocean's Eight                                                               | ペネロペ・スターン                 |                                            | 大津愛理                                          |
| 2019   | ワンス・アポン・ア・タイム・イン・ハリウッド Once Upon a Time in Hollywood                | リネット・フラム                   |                                            | 藤田曜子                                          |
| 2019   | Sweetness in the Belly                                                                    | Lilly Abdal                        |                                            | N/A                                               |
| 2020   | Viena and the Fantomes                                                                    | Viena                              |                                            | N/A                                               |
| 2023   | イコライザー THE FINAL The Equalizer 3                                                    | エマ・コリンズ                     |                                            | 松本沙羅                                          |
| 2024   | ザ・ウォッチャーズ The Watchers                                                           | ミナ                               |                                            | 安済知佳                                          |

### テレビ
| 放映年    | 邦題 原題                                                     | 役名                       | 備考                          | 吹き替え           |
| --------- | ------------------------------------------------------------- | -------------------------- | ----------------------------- | ------------------ |
| 2000      | ER緊急救命室 ER                                               | デリア・チャドシー         | ゲスト出演（シーズン6第19話） |                    |
| 2000      | アリー my Love Ally McBeal                                    | 5歳の頃のアリー            | ゲスト出演                    |                    |
| 2000      | ダナ&ルー リッテンハウス女性クリニック Strong Medicine        | エディの女の子             | ゲスト出演                    |                    |
| 2000      | CSI:科学捜査班 CSI: Crime Scene Investigation                 | ブレンダ・コリンズ         | ゲスト出演（シーズン1第7話）  |                    |
| 2000      | ザ・プラクティス ボストン弁護士ファイル The Practice          | アレッサ・エンゲル         | ゲスト出演                    |                    |
| 2000      | スピン・シティ Spin City                                      | シンディ                   | ゲスト出演                    |                    |
| 2001      | マルコム in the Middle Malcolm in the Middle                  | エミリー                   | ゲスト出演                    |                    |
| 2001      | The Fighting Fitzgeralds                                      | マリー                     | ゲスト出演                    | N/A                |
| 2001      | ファミリー・ガイ Family Guy                                   | 少女                       | 声のゲスト出演                | （吹き替え版なし） |
| 2001      | The Ellen Show                                                | 幼少時代のエレン           | ゲスト出演                    | N/A                |
| 2002      | TAKEN Taken                                                   | アリー・キーズ             |                               | 三村ゆうな         |
| 2004      | ジャスティス・リーグ・アンリミテッド Justice League Unlimited | 幼少時代のワンダーウーマン | 声のゲスト出演                |                    |
| 2004      | フレンズ Friends                                              | マッケンジー               | ゲスト出演                    |                    |
| 2018-2020 | エイリアニスト The Alienist                                   | サラ・ハワード             | 計18話出演                    | うえだ星子         |
| 2019      | gen:LOCK                                                      | ミランダ・ワース           | 計15話出演                    |                    |
| 2022      | ファーストレディ The First Lady                               | スーザン・フォード         | 計10話出演                    | 潘めぐみ           |
| 2023      | リプリー Ripley                                               | マージ・シャーウッド       |                               | 園崎未恵           |
| 2024      | 理想のふたり The Perfect Couple                               | アビー・ウィンバリー       | Netflixオリジナルドラマ       | 大津愛理           |